# Ivan Gotti
Ivan Gotti (San Pellegrino, 28 de marzo de 1969) es un exciclista italiano, profesional entre los años 1991 y 2002, durante los cuales consiguió seis victorias. Pese a tener un discreto palmarés en cuanto a número de victorias, este fue muy selecto, con victorias en carreras muy importantes, como los dos Giros de Italia que ganó. Tenía dotes de escalador, aunque no destacaba en etapas contrarreloj.
Comenzó a despuntar en 1995, año en el cual quedó quinto en el Tour de Francia y llevó el maillot amarillo durante dos jornadas.
Sin embargo, la carrera que le dio sus mayores alegrías fue el Giro de Italia, el cual ganó en 1997 y 1999, este último tras la descalificación de Marco Pantani. Además, fue quinto en 1996 y séptimo en 2001.
En los últimos años de su carrera, fue acusado de dopaje, si bien nunca fueron demostradas dichas acusaciones.

## Palmarés
1989
- Giro del Valle de Aosta, más 2 etapas

1990
- Giro del Valle de Aosta, más 2 etapas
- Giro del Belvedere
- 1 etapa del Baby Giro

1996
- 1 etapa del Giro de Italia

1997
- Giro de Italia , más 1 etapa

1999
- Giro de Italia

2001
- 1 etapa de la Volta a Cataluña

## Resultados en Grandes Vueltas y Campeonatos del Mundo
Durante su carrera deportiva consiguió los siguientes puestos en las Grandes Vueltas y en los Campeonatos del Mundo en carretera:
| Carrera         | Carrera         | 1991 | 1992 | 1993 | 1994 | 1995 | 1996 | 1997 | 1998 | 1999 | 2000 | 2001 | 2002 |
| --------------- | --------------- | ---- | ---- | ---- | ---- | ---- | ---- | ---- | ---- | ---- | ---- | ---- | ---- |
|                 | Giro de Italia  | —    | 23.º | —    | 16.º | —    | 5.º  | 1.º  | Ab.  | 1.º  | 19.º | 7.º  | 13.º |
|                 | Tour de Francia | —    | —    | —    | —    | 5.º  | Ab.  | Ab.  | —    | Ab.  | —    | —    | 23.º |
|                 | Vuelta a España | —    | —    | —    | —    | —    | —    | —    | —    | —    | Ab.  | Ab.  | —    |
| Mundial en Ruta | Mundial en Ruta | —    | —    | —    | —    | Ab.  | —    | —    | —    | —    | —    | —    | —    |

—: no participa

Ab.: abandono

## Equipos
- Gatorade (1991-1993)
- Polti-Vaporeto (1994)
- Gewiss (1995-1996)
  - Gewiss-Ballan (1995)
  - Gewiss-Playbus (1996)
- Saeco (1997-1998)
  - Saeco-Estro (1997)
  - Saeco-Cannondale (1998)
- Team Polti (1999-2000)
- Alessio (2001-2002)